# Seven de la República Femenino 2017
El Seven de la República Femenino de 2017 fue la segunda edición del torneo femenino de rugby 7 de fin de temporada para uniones regionales afiliadas a la Unión Argentina de Rugby. Se llevó a cabo en la ciudad de Paraná, Provincia de Entre Ríos, el 8 y 9 de diciembre de 2017 en El Plumazo y La Tortuguita, sedes del Club Atlético Estudiantes y Paraná Rowing Club, respectivamente.
La Unión de Rugby de Buenos Aires retuvo el título de manera invicta tras derrotar 29-7 a la Unión Santafesina de Rugby en la final. Al igual que en la edición anterior, las zonas de la fase de grupos fueron denominadas 7, 8, 9 y 10 debido a que este campeonato formó parte de la programación del Seven de la República 2017 con los primeras seis zonas correspondiendo al torneo masculino.
Esta edición del torneo también contó con la participación de las selecciones juveniles de Argentina ("A" y "B"), Paraguay y Entre Ríos en seis partidos de exhibición.

## Equipos participantes
Participaron de esta edición las selecciones de doce uniones provinciales argentinas. 
| Equipo              | Unión                                                | Clasificación                                     |
| ------------------- | ---------------------------------------------------- | ------------------------------------------------- |
| Alto Valle          | Unión de Rugby del Alto Valle de Río Negro y Neuquén | Uniones con mayor cantidad de jugadoras fichadas. |
| Andina              | Unión Andina de Rugby                                | Uniones con mayor cantidad de jugadoras fichadas. |
| Buenos Aires        | Unión de Rugby de Buenos Aires                       | Uniones con mayor cantidad de jugadoras fichadas. |
| Córdoba             | Unión Cordobesa de Rugby                             | Uniones con mayor cantidad de jugadoras fichadas. |
| Entre Ríos          | Unión Entrerriana de Rugby                           | Uniones con mayor cantidad de jugadoras fichadas. |
| Formosa             | Unión de Rugby de Formosa                            | Uniones con mayor cantidad de jugadoras fichadas. |
| Misiones            | Unión de Rugby de Misiones                           | Uniones con mayor cantidad de jugadoras fichadas. |
| Nordeste            | Unión de Rugby del Nordeste                          | Uniones con mayor cantidad de jugadoras fichadas. |
| Salta               | Unión de Rugby de Salta                              | Uniones con mayor cantidad de jugadoras fichadas. |
| Santa Fe            | Unión Santafesina de Rugby                           | Uniones con mayor cantidad de jugadoras fichadas. |
| Santiago del Estero | Unión Santiagueña de Rugby                           | Uniones con mayor cantidad de jugadoras fichadas. |
| Tucumán             | Unión de Rugby de Tucumán                            | Uniones con mayor cantidad de jugadoras fichadas. |

## Formato
Los doce equipos fueron divididos en cuatro grupos de tres equipos cada uno. Cada grupo se resolvió con el sistema de todos contra todos a una sola ronda; la victoria otorgando 2 puntos, el empate 1 y la derrota 0 puntos.
Los grupos fueron organizados de acuerdo a la posición final que cada equipo obtuvo en la edición anterior: del 1.° al 4.° se les asignan las zonas 7 a 10 en orden; del 5.° al 8.° se les asigna el orden alterno (del 10 al 7) y así sucesivamente con los equipos restantes. Los equipos que no participaron de la edición anterior (en este caso, Andina,  Formosa y Nordeste) se les asignaron las últimas posiciones.
Los dos mejores equipos de cada grupo clasifican a los cuartos de final para definir el campeonato. Los equipos restantes jugaron partidos a eliminación directa para definir su posicionamiento final (9.° al 12.°).
El criterio usado para definir las posiciones finales de equipos eliminados en cuartos y semifinales fue asignar la mejor posición posible al equipo eliminado por el equipo que obtuvo la mejor posición en la siguiente instancia: 
- el semifinalista eliminado por el campeón obtiene el 3.° puesto.
- el semifinalista eliminado por el subcampeón obtiene el 4.° puesto.
- el cuartofinalista eliminado por el campeón obtiene el 5.° puesto.

Y así sucesivamente con los equipos restantes. Este criterio también es aplicado a los partidos por el 9.° puesto.

## Fase de grupos

### Zona 7
| Pos. | Equipos         | Partidos | Partidos | Partidos | Tantos | Tantos | Tantos | Pts. |
| Pos. | Equipos         | G        | E        | P        | PF     | PC     | DP     | Pts. |
| ---- | --------------- | -------- | -------- | -------- | ------ | ------ | ------ | ---- |
| 1.°  | Buenos Aires    | 2        | 0        | 0        | 75     | 0      | +75    | 4    |
| 2.°  | Salta           | 1        | 0        | 1        | 17     | 48     | -31    | 2    |
| 3.°  | Sgo. del Estero | 0        | 0        | 2        | 7      | 51     | -44    | 0    |

|  | Cuartos de final           |
|  | Semifinales por 9.° puesto |

| 8 de diciembre | Buenos Aires | 41 - 0  | Salta | CA Estudiantes, Paraná |  |
|                |              | Reporte |       |                        |  |

| 8 de diciembre | Santiago del Estero | 7 - 17  | Salta | CA Estudiantes, Paraná |  |
|                |                     | Reporte |       |                        |  |

| 8 de diciembre | Buenos Aires | 34 - 0  | Santiago del Estero | CA Estudiantes, Paraná |  |
|                |              | Reporte |                     |                        |  |

### Zona 8
| Pos. | Equipos    | Partidos | Partidos | Partidos | Tantos | Tantos | Tantos | Pts. |
| Pos. | Equipos    | G        | E        | P        | PF     | PC     | DP     | Pts. |
| ---- | ---------- | -------- | -------- | -------- | ------ | ------ | ------ | ---- |
| 1.°  | Córdoba    | 2        | 0        | 0        | 66     | 7      | +59    | 4    |
| 2.°  | Alto Valle | 1        | 0        | 1        | 47     | 19     | +28    | 2    |
| 3.°  | Formosa    | 0        | 0        | 2        | 0      | 87     | -87    | 0    |

|  | Cuartos de final           |
|  | Semifinales por 9.° puesto |

| 8 de diciembre | Córdoba | 47 - 0  | Formosa | CA Estudiantes, Paraná |  |
|                |         | Reporte |         |                        |  |

| 8 de diciembre | Alto Valle | 40 - 0  | Formosa | Paraná Rowing Club, Paraná |  |
|                |            | Reporte |         |                            |  |

| 8 de diciembre | Córdoba | 19 - 7  | Alto Valle | Paraná Rowing Club, Paraná |  |
|                |         | Reporte |            |                            |  |

### Zona 9
| Pos. | Equipos    | Partidos | Partidos | Partidos | Tantos | Tantos | Tantos | Pts. |
| Pos. | Equipos    | G        | E        | P        | PF     | PC     | DP     | Pts. |
| ---- | ---------- | -------- | -------- | -------- | ------ | ------ | ------ | ---- |
| 1.°  | Tucumán    | 2        | 0        | 0        | 51     | 5      | +46    | 4    |
| 2.°  | Entre Ríos | 1        | 0        | 1        | 36     | 27     | +9     | 2    |
| 3.°  | Nordeste   | 0        | 0        | 2        | 5      | 60     | -55    | 0    |

|  | Cuartos de final           |
|  | Semifinales por 9.° puesto |

| 8 de diciembre | Tucumán | 24 - 5  | Nordeste | Paraná Rowing Club, Paraná |  |
|                |         | Reporte |          |                            |  |

| 8 de diciembre | Entre Ríos | 36 - 0  | Nordeste | CA Estudiantes, Paraná |  |
|                |            | Reporte |          |                        |  |

| 8 de diciembre | Tucumán | 27 - 0  | Entre Ríos | Paraná Rowing Club, Paraná |  |
|                |         | Reporte |            |                            |  |

### Zona 10
| Pos. | Equipos  | Partidos | Partidos | Partidos | Tantos | Tantos | Tantos | Pts. |
| Pos. | Equipos  | G        | E        | P        | PF     | PC     | DP     | Pts. |
| ---- | -------- | -------- | -------- | -------- | ------ | ------ | ------ | ---- |
| 1.°  | Santa Fe | 1        | 1        | 0        | 32     | 17     | +15    | 3    |
| 2.°  | Misiones | 1        | 1        | 0        | 27     | 24     | +3     | 3    |
| 3.°  | Andina   | 0        | 0        | 2        | 21     | 39     | -18    | 0    |

|  | Cuartos de final           |
|  | Semifinales por 9.° puesto |

| 8 de diciembre | Santa Fe | 22 - 7  | Andina | CA Estudiantes, Paraná |  |
|                |          | Reporte |        |                        |  |

| 8 de diciembre | Misiones | 17 - 14 | Andina | CA Estudiantes, Paraná |  |
|                |          | Reporte |        |                        |  |

| 8 de diciembre | Santa Fe | 10 - 10 | Misiones | CA Estudiantes, Paraná |  |
|                |          | Reporte |          |                        |  |

## Fase final
|  | Cuartos de final | Cuartos de final | Cuartos de final |          |              | Semifinales  | Semifinales | Semifinales |  |              | Final        | Final | Final |  |
|  |                  |                  |                  |          |              |              |             |             |  |              |              |       |       |  |
|  |                  |                  |                  |          |              |              |             |             |  |              |              |       |       |  |
|  | Buenos Aires     | Buenos Aires     | 22               |          |              |              |             |             |  |              |              |       |       |  |
|  | Buenos Aires     | Buenos Aires     | 22               |          |              |              |             |             |  |              |              |       |       |  |
|  | Misiones         | Misiones         | 5                |          |              |              |             |             |  |              |              |       |       |  |
|  | Misiones         | Misiones         | 5                |          | Buenos Aires | Buenos Aires | 21          |             |  |              |              |       |       |  |
|  |                  |                  |                  |          | Buenos Aires | Buenos Aires | 21          |             |  |              |              |       |       |  |
|  |                  |                  | Tucumán          | Tucumán  | 5            |              |             |             |  |              |              |       |       |  |
|  | Tucumán          | Tucumán          | Tucumán          | Tucumán  | 5            | 28           |             |             |  |              |              |       |       |  |
|  | Tucumán          | Tucumán          |                  |          |              |              |             |             |  |              |              |       |       |  |
|  | Alto Valle       | Alto Valle       | 14               |          |              |              |             |             |  |              |              |       |       |  |
|  | Alto Valle       | Alto Valle       | 14               |          |              |              |             |             |  | Buenos Aires | Buenos Aires | 29    |       |  |
|  |                  |                  |                  |          |              |              |             |             |  | Buenos Aires | Buenos Aires | 29    |       |  |
|  |                  |                  | Santa Fe         | Santa Fe | 7            |              |             |             |  |              |              |       |       |  |
|  | Santa Fe         | Santa Fe         | Santa Fe         | Santa Fe | 7            | 27           |             |             |  |              |              |       |       |  |
|  | Santa Fe         | Santa Fe         |                  |          |              |              |             |             |  |              |              |       |       |  |
|  | Salta            | Salta            | 5                |          |              |              |             |             |  |              |              |       |       |  |
|  | Salta            | Salta            | 5                |          | Santa Fe     | Santa Fe     | 17          |             |  |              |              |       |       |  |
|  |                  |                  |                  |          | Santa Fe     | Santa Fe     | 17          |             |  |              |              |       |       |  |
|  |                  |                  | Córdoba          | Córdoba  | 7            |              |             |             |  |              |              |       |       |  |
|  | Córdoba          | Córdoba          | Córdoba          | Córdoba  | 7            | 29           |             |             |  |              |              |       |       |  |
|  | Córdoba          | Córdoba          |                  |          |              |              |             |             |  |              |              |       |       |  |
|  | Entre Ríos       | Entre Ríos       | 0                |          |              |              |             |             |  |              |              |       |       |  |
|  | Entre Ríos       | Entre Ríos       | 0                |          |              |              |             |             |  |              |              |       |       |  |
|  |                  |                  |                  |          |              |              |             |             |  |              |              |       |       |  |

### Partidos por el 9.° puesto
|  | Semifinales     | Semifinales     | Semifinales |          |        | Final 9.° puesto | Final 9.° puesto | Final 9.° puesto |  |
|  |                 |                 |             |          |        |                  |                  |                  |  |
|  |                 |                 |             |          |        |                  |                  |                  |  |
|  | Sgo. del Estero | Sgo. del Estero | 7           |          |        |                  |                  |                  |  |
|  | Sgo. del Estero | Sgo. del Estero | 7           |          |        |                  |                  |                  |  |
|  | Andina          | Andina          | 28          |          |        |                  |                  |                  |  |
|  | Andina          | Andina          | 28          |          | Andina | Andina           | 24               |                  |  |
|  |                 |                 |             |          | Andina | Andina           | 24               |                  |  |
|  |                 |                 | Nordeste    | Nordeste | 5      |                  |                  |                  |  |
|  | Nordeste        | Nordeste        | Nordeste    | Nordeste | 5      | 17               |                  |                  |  |
|  | Nordeste        | Nordeste        |             |          |        | 17               |                  |                  |  |
|  | Formosa         | Formosa         | 0           |          |        |                  |                  |                  |  |
|  | Formosa         | Formosa         | 0           |          |        |                  |                  |                  |  |
|  |                 |                 |             |          |        |                  |                  |                  |  |

## Tabla de posiciones
Las posiciones finales al terminar el campeonato:
| 1.°  | Buenos Aires    | 5 | 0 | 0 | 119 | 17 | +102 |
| 2.°  | Santa Fe        | 4 | 0 | 1 | 65  | 24 | +41  |
| 3.°  | Tucumán         | 3 | 0 | 1 | 84  | 42 | +42  |
| 4.°  | Córdoba         | 3 | 0 | 1 | 89  | 26 | +63  |
| 5.°  | Misiones        | 1 | 0 | 2 | 41  | 47 | -6   |
| 6.°  | Salta           | 1 | 0 | 2 | 41  | 34 | +7   |
| 7.°  | Alto Valle      | 1 | 0 | 2 | 42  | 55 | -17  |
| 8.°  | Entre Ríos      | 1 | 0 | 2 | 31  | 36 | -5   |
| 9.°  | Andina          | 2 | 0 | 2 | 35  | 71 | -36  |
| 10.° | Nordeste        | 1 | 0 | 3 | 19  | 68 | -49  |
| 11.° | Sgo. del Estero | 0 | 0 | 3 | 27  | 77 | -50  |
| 12.° | Formosa         | 0 | 0 | 3 | 0   | 86 | -86  |

|                      |
| Buenos Aires Campeón |
| Segundo título       |

## Partidos de exhibición
| Pos. | Equipos     | Partidos | Partidos | Partidos | Tantos | Tantos | Tantos |
| Pos. | Equipos     | G        | E        | P        | PF     | PC     | DP     |
| ---- | ----------- | -------- | -------- | -------- | ------ | ------ | ------ |
| 1.°  | Argentina A | 3        | 0        | 0        | 87     | 15     | +72    |
| 2.°  | Argentina B | 2        | 0        | 1        | 61     | 34     | +27    |
| 3.°  | Paraguay    | 1        | 0        | 2        | 48     | 41     | +7     |
| 4.°  | Entre Ríos  | 0        | 0        | 3        | 0      | 106    | -106   |

| 8 de diciembre | Argentina A | 48 - 0  | Entre Ríos | CA Estudiantes, Paraná |  |
|                |             | Reporte |            |                        |  |

| 8 de diciembre | Argentina B | 22 - 14 | Paraguay | CA Estudiantes, Paraná |  |
|                |             | Reporte |          |                        |  |

| 8 de diciembre | Argentina B | 29 - 0  | Entre Ríos | CA Estudiantes, Paraná |  |
|                |             | Reporte |            |                        |  |

| 8 de diciembre | Argentina A | 19 - 5  | Paraguay | CA Estudiantes, Paraná |  |
|                |             | Reporte |          |                        |  |

| 9 de diciembre | Entre Ríos | 0 - 29  | Paraguay | CA Estudiantes, Paraná |  |
|                |            | Reporte |          |                        |  |

| 9 de diciembre | Argentina A | 20 - 10 | Argentina | Paraná Rowing Club, Paraná |  |
|                |             | Reporte |           |                            |  |